# Prison Break (bande originale, 2009)
Pour les articles homonymes, voir Prison Break.
Prison Break, Seasons 3 & 4: Original Television Soundtrack est la seconde bande originale de la série télévisée américaine Prison Break, composée par Ramin Djawadi, et sortie en 2009, regroupant des musiques utilisées pour les saisons 3 et 4 mais également pour le téléfilm La dernière évasion.

## Contenu
Sorti en juin 2009, l'album comprend vingt-et-une musiques, dont de nombreuses composées spécialement pour les saisons 3 et 4 de Prison Break. Aussi, s'il comprend une musique créée exclusivement pour le téléfilm clôturant la série (Spark of Love), une musique utilisée dans la saison 2 et non présente par la suite fait aussi partie des morceaux proposés (Fin Del Camino).
Bien que de nombreux titres de musiques soient similaires à différents titres d'épisodes de la série, dans la version originale (Dirt Nap, Fin Del Camino, Just Business, Safe and Sound, etc.), celles-ci ne se réfèrent souvent pas à ces derniers.
La dernière musique, End of The Tunnel, est celle entendue lors du flashforward du dernier épisode de la série. Cependant, elle est ici dans sa version longue, ce qui permet de voir une certaine similitude avec la première musique créée pour la série : Main Titles (de l'album précédent). 
Comme pour la précédente bande originale, l'album ne contient que les créations de Ramin Djawadi ; toutes les autres musiques ou chansons utilisées dans la série ne sont pas présentes, notamment Lay It Down Slow du groupe Spiritualized, clôturant la série.

## Liste des titres
Est indiqué entre parathèses la traduction des titres originaux (en anglais et espagnols)
1. Main Title Season 3 (« Générique de la saison 3 »)
2. Michael Scofield (« Michael Scofield »)
3. Dirt Nap (« Entre quatre planches »)
4. Aim For The Heart (« Le cœur pour objectif »)
5. Fin Del Camino (« La fin du voyage »)
6. Orientación (« Visite guidée »)
7. Just Business (« Rien que les affaires »)
8. Pasión (« Passion »)
9. Chicken Foot (« La patte de poulet »)
10. The 6 P’s (« Les six P »)
11. Breaking And Entering (« Entrée par effraction »)
12. Selfless (« Désintéressé »)
13. Scylla (« Scylla »)
14. Bang And Burn (« À feu et à sang »)
15. Safe And Sound (« Sain et sauf »)
16. The Art Of The Deal (« L'art de faire des affaires »)
17. Happily Ever After (« Et ils vécurent heureux »)
18. Revenge (« Revanche »)
19. Free (« Libres »)
20. Spark Of Love (« La lueur de l'amour »)
21. End Of The Tunnel (« La fin du tunnel »)